# Caius in der Klemme
Caius in der Klemme ist ein 1976 entstandenes Kinder- und Jugendbuch von Henry Winterfeld. Er ist der letzte von drei Teilen der Reihe Caius, der Lausbub aus dem alten Rom, die von den Abenteuern des Knaben Caius und seiner Freunde im alten Rom handelt.

## Figuren
Neben den Hauptfiguren aller drei Teile (siehe Figuren aus der Caius-Reihe) kommen in diesem Band folgende Personen vor:
- Ben Gor, gefeierter Wagenlenker, stammt aus Galiläa, sehr guter Freund des Kaisers sowie von Senator Vinicius, dem Vater von Caius und Claudia
- Ikarus, bis dato unbesiegter Wagenlenker aus Spanien

## Handlung
Xanthos und seine Schüler wundern sich, als eines Tages Caius nicht zum Unterricht erscheint. Julius weiß nur zu berichten, dass er und seine Freunde keine Karten mehr für das heiß ersehnte Wagenrennen des galiläischen Wagenlenkers Ben Gor mehr bekamen; Caius hingegen versprach seinen erstaunten Freunden felsenfest, doch noch an Karten kommen zu können. Zuletzt hatte Mucius Caius gesehen, der gerade mit einem Maultier und einer Strickleiter unterwegs war. Als die Freunde Caius aufsuchen wollen, erfahren sie bestürzt vom Türhüter der Villa Vinicius, dass Caius gestorben ist.
Da bekommt Xanthos eine verschlüsselte Botschaft von Caius’ Schwester Claudia. Ihr Vater hat Caius zum Tode verurteilt; Caius soll sofort hingerichtet werden. Doch die Nachricht kommt zu spät; die Hinrichtung fand bereits statt.
Von Claudia erfahren die Freunde, dass Caius bei seiner Verhaftung sagte, man solle Ben Gor aufsuchen, der Caius als einziger noch retten könne. Da niemand das Haus verlassen durfte, schickte Claudia die verschlüsselte Botschaft an Xanthos. Da taucht plötzlich Claudias Katze Mopsa, an der man das für Caius’ bestimmte Gift kurz vor dessen Hinrichtung ausprobiert hatte, wieder lebendig in Claudias Zimmer auf. Den erstaunten Freunden dämmert es, dass auch Caius noch am Leben sein könnte. Als die Freunde im Mausoleum der Familie Vinicius Caius Sarg öffnen, bestätigt sich die Vermutung; Vinicius hatte Caius’ Tod vortäuschen und seinen Sohn an einem geheimen Ort verstecken wollen. Die Freunde bringen Caius in seinem Sarg zu Xanthos.
Dort berichtet Caius, dass er im Verdacht steht, einen Attentatsversuch auf den Imperator unternommen zu haben. In Wahrheit wurde Caius von Ben Gor, einem engen Freund des Kaisers, zu dessen Palast geschickt, weil dieser noch Freikarten für das Rennen hatte. Als Caius die Tore versperrt blieben, kletterte er mit Hilfe von Maulesel und Strickleiter in den Garten des Palastes, wo er von Geheimpolizisten abgefangen wurde.
Als die Freunde beschließen, Ben Gor zu benachrichtigen, dringt eine Schar von Prätorianern in die Xanthos-Schule ein und steckt Caius und seine Mitschüler ins Gefängnis. Doch Ben Gor kann sie aus dem Kerker befreien; nach der Benachrichtigung durch Xanthos sprach Ben Gor mit dem Imperator; dieser verspricht den Knaben die Freiheit, wenn Ben Gor das Rennen gewinnt.
Es entwickelt sich ein hartes Rennen zwischen Ben Gor und dem bis dahin unbesiegten Spanier Ikarus; dennoch kann Ben Gor das Rennen für sich entscheiden. Am nächsten Schultag fehlt Caius erneut im Unterricht, aber diesmal nur, weil er dem Verleiher des Maulesels Freikarten für Ben Gors nächstes Rennen versprechen musste.

## Ausgabe
- Henry Winterfeld: Caius in der Klemme (Taschenbuch), Omnibus-Verlag, München 1997, ISBN 3-570-20349-2